# David Tevele Schiff

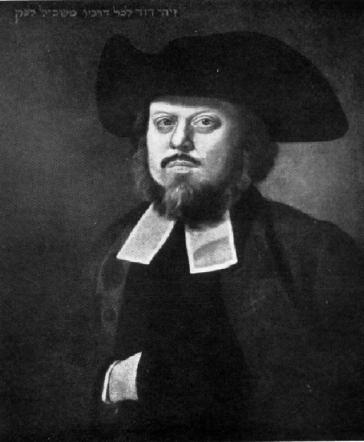
David Tevele Schiff

David Tevele Schiff (hebräisch דוד טעבלי שיף; * in Frankfurt am Main; † 17. Dezember 1791) war Großrabbiner des Vereinigten Königreichs sowie von 1765 bis zu seinem Tod Rabbi der Großen Synagoge von London.

## Leben
Er war der Sohn von Solomon Schiff, Mitglied einer bekannten und gebildeten Familie aus Frankfurt am Main. Seine Mutter hieß Roesche und war Tochter des streitsüchtigen Reb Aberle London. Tevele Schiff wurde ausgebildet in den Schulen der Rabbiner Jacob Poper und Jakob Jehoschua Falk. Er war Maggid in Wien und fungierte außerdem als Leiter des Beth Midrasch in Worms sowie als Dajan (rabbinischer Richter) in Frankfurt.
Nachdem Hart Lyon im Jahr 1764 London verlassen hatte, wurde vereinbart, das dessen Nachfolger von der Großen Synagoge London und der Hambro' Synagoge gemeinsam ernannt werden sollte; jedoch konnten beide sich nicht auf einen Namen einigen. Die Große Synagoge ernannte Rabbi Schiff am 24. Februar 1765, während die Hambro' Synagoge Rabbi Israel Meshullam Solomon (Schiffs Cousin) auswählte.
Er starb am 17. Dezember 1791, nachdem er das Rabbinat für 27 Jahre belegt hatte. Seine Frau, Breinle Sinzheim, starb bereits viele Jahre zuvor, kurz nach seiner Anstellung in London; sie hinterließ ihm einen Sohn, Moses. Er wurde in der alten Begräbnisstätte in Mile End, in unmittelbarer Entfernung zu Rabbi Aaron Hart und den Gründern der Gemeinde beigesetzt. Sein Sohn Moses Schiff verewigte sein Andenken, indem er seine Responsen, Predigten und Erläuterungen unter dem Titel Lashon Zahav, die „Goldene Zunge“, veröffentlichte.